# 斯科尔贝-克莱尔沃
斯科尔贝-克莱尔沃（法語：Scorbé-Clairvaux，法語發音：[skɔʁbe klɛʁvo]）是法国新阿基坦大区维埃纳省的一个市镇，位于该省北部偏西，属于沙泰勒罗区。

## 地理
斯科尔贝-克莱尔沃（46°48'46"N, 0°24'47"E）面积22.85 平方千米，位于法国新阿基坦大区维埃纳省，该省份为法国中西部省份，北起曼恩-卢瓦尔省和安德尔-卢瓦尔省，西接德塞夫勒省，南至夏朗德省，东南接上维埃纳省，东临安德尔省。
与斯科尔贝-克莱尔沃接壤的市镇（或旧市镇、城区）包括：科隆比耶、乌济伊、圣热内当比耶尔、蒂雷、若奈-马里尼。
斯科尔贝-克莱尔沃的时区为UTC+01:00、UTC+02:00（夏令时）。

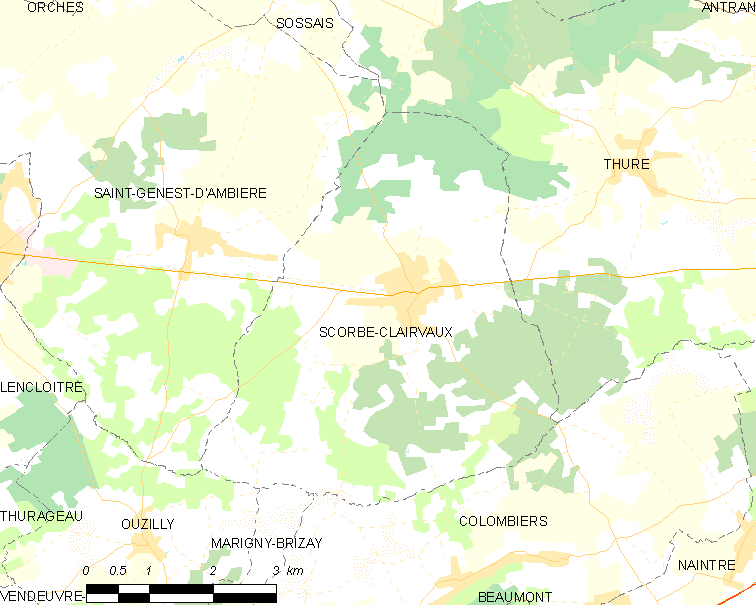
斯科尔贝-克莱尔沃的OSM定位图

## 行政
斯科尔贝-克莱尔沃的邮政编码为86140，INSEE市镇编码为86258。

## 政治
斯科尔贝-克莱尔沃所属的省级选区为沙泰勒罗第一县。

## 人口

1962-2008年间斯科尔贝-克莱尔沃人口变化图示

斯科尔贝-克莱尔沃于2022年1月1日时的人口数量为2177人。